# Radical 128
El radical 128, representado por el carácter Han 耳, es uno de los 214 radicales del diccionario de Kangxi. En mandarín estándar es llamado 耳部, (ěr bù　«radical “oreja”»); en japonés es llamado 耳部, じぶ (jibu), y en coreano 이 (i).
El radical «oreja» aparece en muchas ocasiones en el lado izquierdo de los caracteres que clasifica (por ejemplo, en 耴). En otras ocasiones aparece en la parte inferior (por ejemplo, 耷).
Los caracteres clasificados bajo el radical 128 suelen tener significados relacionados con el sentido del oído. Como ejemplo de lo anterior están: 聆, «escuchar»; 聶, «susurrar»; 聴, «audición».

## Nombres populares
- Mandarín estándar: 耳, ěr, «oreja».
- Coreano: 귀이부, gwi i bu, «radical i-oreja».
- Japonés:　耳（みみ）, mimi, «oreja», 耳偏（みみへん）, mimihen, «“oreja” en el lado izquierdo del carácter».[1]
- En occidente: radical «oreja».

## Galería
| Estilos antiguos                                 | Estilos antiguos                  | Estilos antiguos                        | Estilos antiguos                   | Estilos antiguos                   | Estilos empleados actualmente       | Estilos empleados actualmente  | Estilos empleados actualmente    | Estilos empleados actualmente   | Estilos empleados actualmente  |
|                                                  |                                   |                                         |                                    |                                    |                                     | 耳                             | 耳                               |                                 |                                |
| 甲骨文 jiǎgǔwén (escritura de huesos oraculares) | 金文 jīnwén (escritura de bronce) | 简帛 jiǎnbó (escritura de bambú y seda) | 篆文 zhuànwén (escritura de sello) | 篆文 zhuànwén (escritura de sello) | 隸書 lìshū (estilo de los escribas) | 楷書 kǎishū (estilo regular)   | 楷書 kǎishū (estilo regular)     | 行書 xǐngshū (estilo corriente) | 草書 cǎoshū (estilo de hierba) |
| 甲骨文 jiǎgǔwén (escritura de huesos oraculares) | 金文 jīnwén (escritura de bronce) | 简帛 jiǎnbó (escritura de bambú y seda) | 大篆 dàzhuàn (sello grande)        | 小篆 xiǎozhuàn (sello pequeño)     | 隸書 lìshū (estilo de los escribas) | 繁體／繁体 fántǐ (tradicional) | 简体／簡體 jiǎntǐ (simplificado) | 行書 xǐngshū (estilo corriente) | 草書 cǎoshū (estilo de hierba) |

## Caracteres con el radical 128
| trazos | carácter                                        |
| ------ | ----------------------------------------------- |
| + 0    | 耳                                              |
| + 1    | 耴                                              |
| + 2    | 耵                                              |
| + 3    | 耶 耷                                           |
| + 4    | 耸 耹 耺 耻 耼 耽 耾 耿 聀 聁 聂                |
| + 5    | 聃 聄 聅 聆 聇 聈 聉 聊 聋 职 聍 聎 聏 聐 聑 聒 |
| + 6    | 聓 联                                           |
| + 7    | 聕 聖 聗 聘                                     |
| + 8    | 聙 聚 聛 聜 聝 聞 聟 聠 聡 聢 聣                |
| + 9    | 聤 聥 聦 聧 聨 聩 聪 聫                         |
| + 10   | 聬 聭                                           |
| + 11   | 聯 聰 聱 聲 聳 聴                               |
| + 12   | 聮 聵 聶 職                                     |
| + 13   | 聸                                              |
| + 14   | 聹 聺 聻 聼                                     |
| + 16   | 聽 聾                                           |